# Lilla Övattnet
Lilla Övattnet är en sjö i Härryda kommun i Västergötland och ingår i Göta älvs huvudavrinningsområde. Sjön är 8,5 meter djup, har en yta på 0,032 kvadratkilometer och befinner sig 135,3 meter över havet.
Lilla övattnet ligger öster om Stora Övattnet. Sjön är mer svåråtkomlig än Stora Övattnet på grund av all vegetation. Denna vegetation lockar till sig fågelarter som kanadagås, gräsand och sothöna. Sjön ska hysa fiskar som gädda, abborre och mört.